# Ingenting (norsk musikgrupp)
Ingenting är ett rockband från Sandnes i Rogaland, Norge. Bandet startades i slutet av 80-talet. Musiken bandet spelar karaktäriseras som hård rock'n'roll och kombineras med texter på dialekt.

## Medlemmar
Nuvarande medlemmar
- Ove Morten Grødeland – gitarr (1988?– )
- Tor Jan Møller – basgitarr (1988?– )
- Kjell Undheim – sång (2004– )
- Arne Olav Nygard – gitarr (2016– )
- Arne Bekkeheien – trummor (2018– )

Tidigare medlemmar
- Kjartan Osmundsen – sång (1988?–1997, 2001–2004)
- Tom Mølstre – gitarr (1988?–1993)
- Svenni Øverland – trummor (1988?–1993)
- Bård Schanche – gitarr (1993–2003, 2004–2016)
- Knut Køningsberg – trummor (1993)
- Tom Chr. Jensen – trommer (1993–2004)
- Michael Ravndal – sång (1998)
- Inge Helland – gitarr (2003)
- Stene Osmundsen – trummor (2004–2016)
- Øyvind Jakobsen – trummor (2016–2018)

## Diskografi
Studioalbum
- 1991 – Ingenting (Steens Records)
- 1993 – Pass ikkje inn (Sonet)
- 1994 – Piknik (Sonet)
- 1996 – Dill & Dall (Sonet)
- 2003 – Nytt (S.U.B./Oslove Records)
- 2004 – Fine meg (Oslove Records)
- 2008 – Kjempegreier (Sonet)

Livealbum
- 2010 – Ingenting Live (Universal/Sonet)

EP
- 1991 – Gje faen i det (Sonet)
- 1993 – Aldri på TV (Sonet)
- 2008 – Luremus (Sonet)

Singlar
- 1991 – "Ingenting" (Sonet, maxi-singel)
- 1993 – "Hiv positiv" (Sonet)
- 1994 – "Motorsag" (Sonet)
- 1994 – "Jekka deg ner" (Sonet)
- 1995 – "Håvard" (Sonet)
- 1966 – "Toget" (Sonet)
- 2003 – "Eg gjekk ut" (Oslove Records)
- 2008 – "Luremus" / "Det einaste" (Sonet)

Samlingsalbum
- 1998 – Samleting (Sonet)